# Rick Yune
Rick Yune (Washington D.C., 22 augustus 1971) is een Amerikaans acteur, scenarioschrijver en filmproducent van Koreaanse afkomst.
Yune, geboren als Richard Yun, kwalificeerde zich op zijn negentiende voor de Olympische voorrondes van taekwondo. Hij studeerde af aan de Universiteit van Pennsylvania in 1994. Hierna werkte hij op de beurs en als model. Hij werd bekend door rollen in onder andere; Snow Falling on Cedars, The Fast and the Furious en de James Bondfilm Die Another Day, waarin hij terrorist Zao speelde.

## Filmografie
- Alita: Battle Angel (2019) Master Clive Lee
- Olympus Has Fallen (2013) Kang
- The Man with the Iron Fists (2012) Zen-Yi
- Ninja Assassin (2009) - Takeshi
- Beyond Remedy (2009) - Dr. Lee
- Alone in the Dark II (2008) - Edward Carnby
- The Fifth Commandment (2008) - Chance Templeton
- Die Another Day (2002) - Zao
- The Fast and the Furious (2001) - Johnny Tran
- The Fence (2001) - Lucky Chang
- Snow Falling on Cedars (1999) - Kazuo Miyamoto
- Nathan Grimm (1998)

## Televisie
- Prison Break Seizoen 5 (2017) - Ja
- Marco Polo (2014) - Kaidu
- CSI, aflevering; "Toe Tags" (2006)
- Boston Legal, aflevering; "Til We Meat Again" (2005) - Troi Ran
- Alias, episodes "Authorized Personnel Only: Part 1 & 2" (2005) - Kazu Tamazaki
- The Division, episode "Partners in Crime" (2001)
- Any Day Now, episode "The Dust of Life" (2000) - Tuan